# We Shall Dance
"We Shall Dance" är en popsång från 1971 av Artemios Venturis Roussos (Demis Roussos). Låten spelades in av Roussos till hans album Fire and Ice (1971) och utgavs också som singel samma år.
Låten översattes till svenska av B. Bergman och Alf-Göran med titeln "Någon gång, någonstans". Låten sjöngs in av Anders Glenmark och utgavs som hans debutsingel som soloartist 1972. Låten tog sig in på Svensktoppen 1972, där den låg två veckor på plats sju respektive åtta. I Roussos version tog sig låten in på belgiska, nederländska och tyska singellistorna.

## Låtlista

### Roussos singel 1971
Sida A
1. "We Shall Dance" – 3:33

Sida B
1. "Lord of the Flies" – 4:23

### Glenmarks singel 1972
Sida A
1. "Någon gång, någon stans" (A.V. Roussos, B.Bergman, Alf-Göran)

Sida B
1. "Vad har du för dig på söndag? ("What Are You Doing Sunday?", Toni Wine, Irwin Levine, Alf-Göran)

## Listplaceringar
| Lista (1971)  | Position |
| ------------- | -------- |
| Belgien       | 9        |
| Nederländerna | 4        |
| Tyskland      | 29       |